# Kabeltram

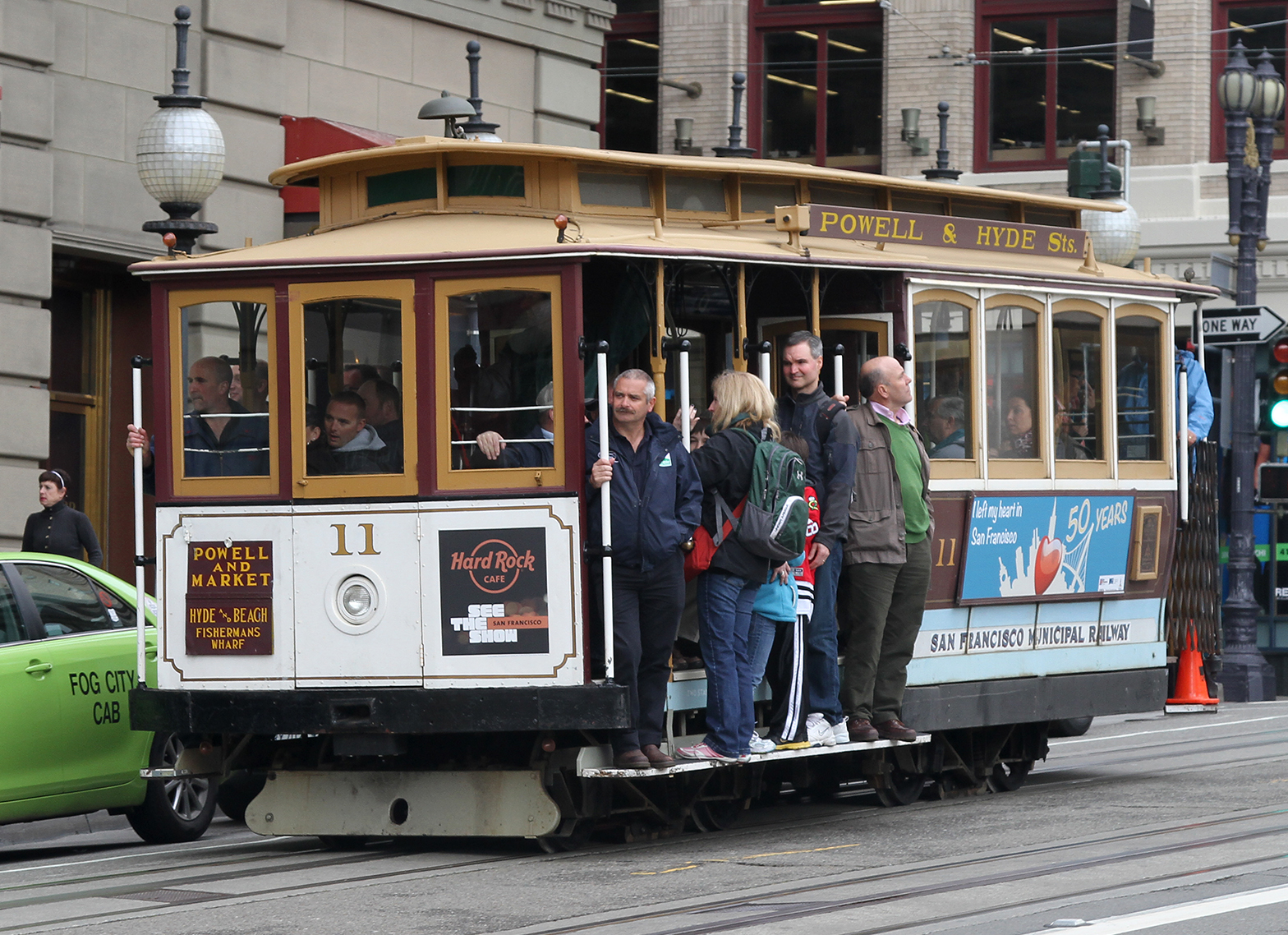
Een 'cable car' in San Francisco.

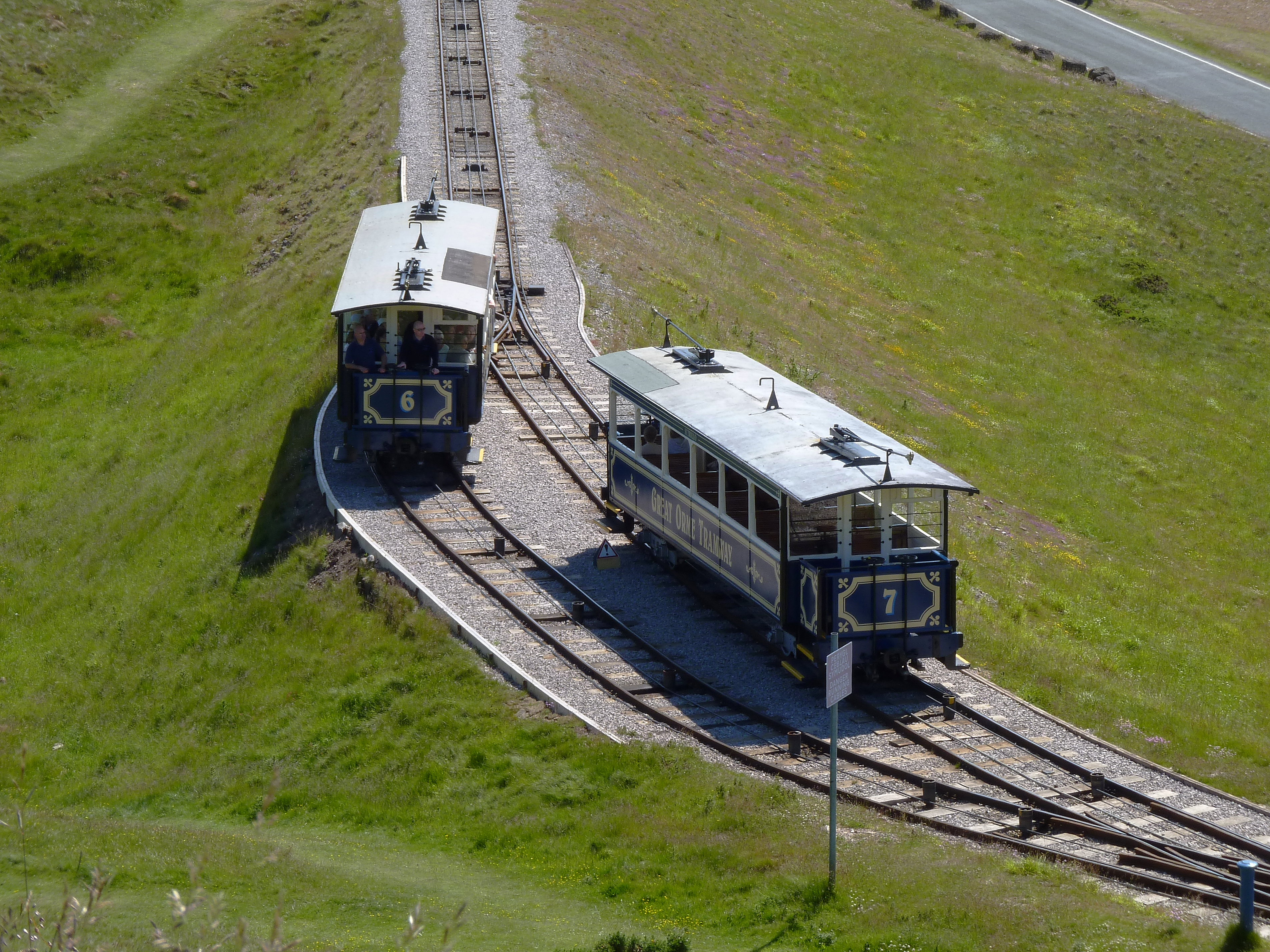
Great Orme Tramway

Een kabeltram (Engels: cable car) is een tram die zich op rails voortbeweegt, voortgetrokken door een kabel onder het wegdek. De enige plaatsen waar deze nog rijden, zijn San Francisco en de Great Orme Tramway te Llandudno in Wales.

## Mechanisme
Een kabeltram bestaat uit een systeem van tramwagens die door een kabel over rails worden voortgetrokken. Dit is een verschil met de meeste andere vormen van spoorvervoer, die op eigen kracht bewegen. De aandrijving van een kabeltram staat op een vast punt, waar een motor een oneindige kabellus voortbeweegt die onder het wegdek van de tramroute ligt. De wagens worden voortbewogen doordat ze met een klem aan de kabel vast zitten. Als de klem geopend wordt bewegen ze alleen nog door hun eigen impuls voort, wat ook gebruikt wordt waar twee kabels elkaar kruisen, en daarnaast hebben de wagens remmen om tot stilstand te komen. Voor het geval de klem los zou raken hebben de wagens ook een noodrem, die een wig in de kabelbuis drukt, en zo de wagen verankert.
Een beperking van de kabeltram is dat de kabel de tram niet goed de bocht om kan trekken. Waar mogelijk wordt de bocht daarom genomen terwijl de tram los is van de kabel. Waar een helling dit onmogelijk maakt zodat de tram de bocht om getrokken moet worden, veroorzaakt het passeren van de klem door de bocht veel spanning in het systeem.
Een kabeltram heeft iets weg van een kabeltrein, maar waar de kabeltrein in essentie een lift is, is een kabeltram een verkeersdeelnemer, die een lijn kan volgen met meerdere stijgende en dalende stukken er in.
Een kabelbus (zoals in Arnhem rijdt) heet een trolleybus. Deze wordt ook helemaal niet voortgetrokken door de kabel, maar alleen via een bovenleiding van stroom voorzien, bijna net als bij een gewone tram.

### San Francisco

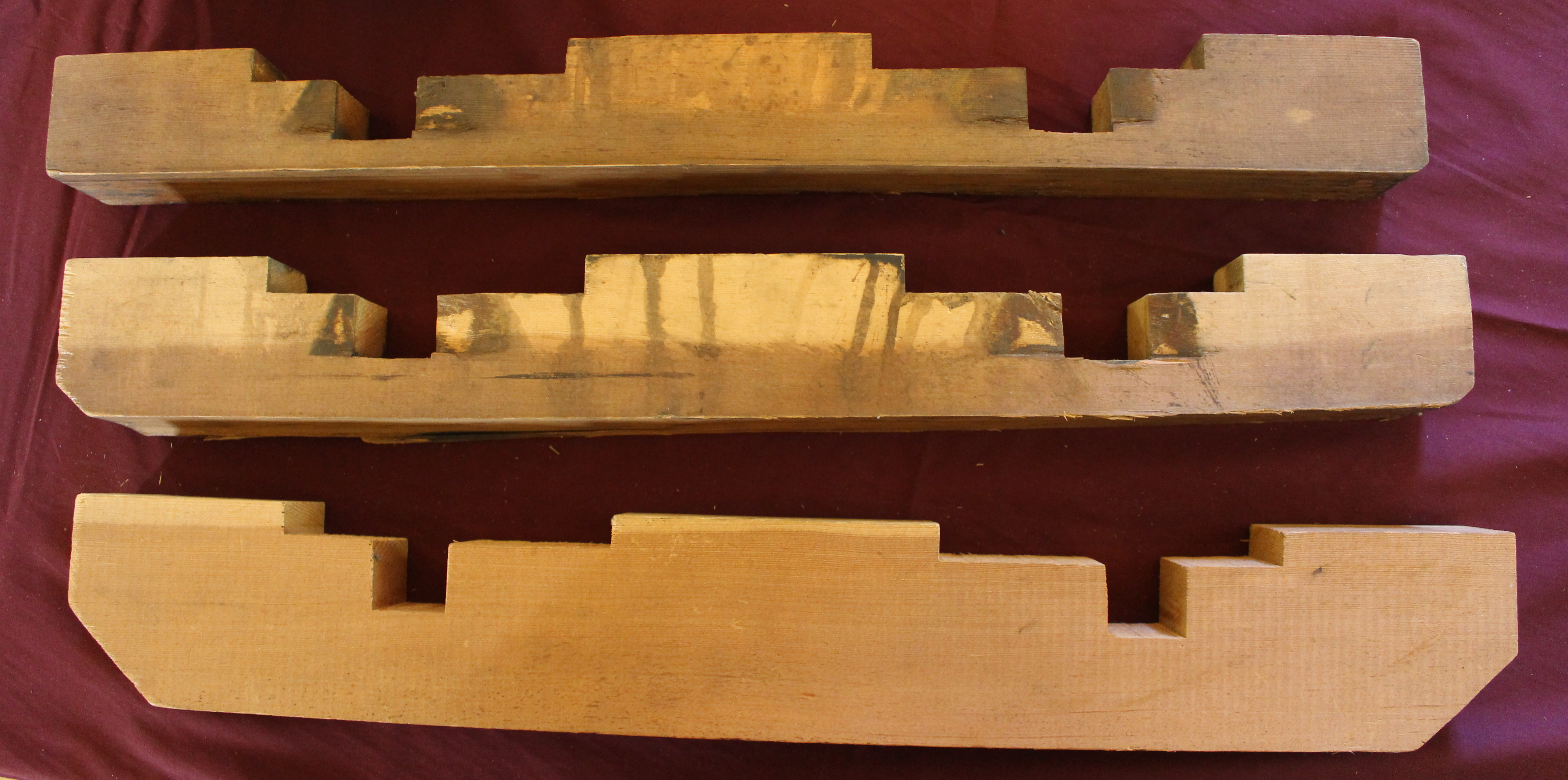
Kabeltram remblokken in drie verschillende gebruikstoestanden, van nieuw (onder) tot einde levensduur (boven)

In de kabeltram van San Francisco wordt de klem geopend om de tramwagen te laten stilstaan.

## Geschiedenis

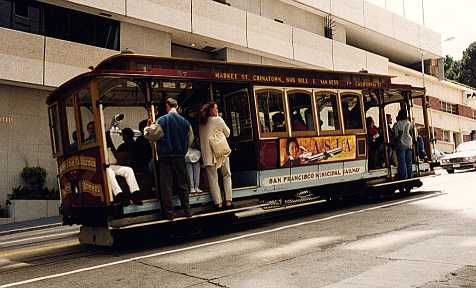
Een 'cable car' in San Francisco

De allereerste kabeltram was de West Side and Yonkers Patent Railway (en:IRT Ninth Avenue Line) in New York, in 1868 gebouwd door Charles Harvey, als een tram gebouwd op een rij pilaren. Dit systeem gebruikte geen klemmen, maar haken die om de kabel zittende kragen vastgrepen. Een duidelijk nadeel was dat de lijn uit meerdere lussen bestond, die steeds gestart werden als er een wagen aankwam. Niet alleen was dit erg arbeidsintensief, maar als de nieuwe kabel sneller ging dan de wagen, kregen de wagons een schok op het moment dat de haken houvast kregen. Het systeem ging regelmatig kapot, en in 1870 bleef het voorgoed buiten werking. De aandrijving werd daarna vervangen door kleine locomotieven.
De volgende kabeltram werd gebouwd in San Francisco, door Andrew Smith Hallidie, een uitvinder en producent van metaalkabel. Zijn kabeltram had maar één lus, en reed door de straat met de kabel verzonken in het wegdek. Op 2 augustus 1873, om vier uur 's ochtends, werd de uitvinding met succes getest en al snel daarna werden de paardentrams in San Francisco door kabeltrams vervangen.
In 1881 volgde Dunedin, in Nieuw-Zeeland. Daar werd de kabeltram gebouwd door George Duncan. Duncan voegde enkele nieuwe ideeën toe. Zo paste hij het systeem aan zodat het mogelijk werd, om ook in een bocht getrokken te worden. Later voegde hij ook een noodrem toe.
In 1882 ging men ook in Chicago kabeltrams gebruiken. Uit hun succes bleek duidelijk dat de kabeltram niet beperkt was tot een heuvelachtig terrein en een zonnig klimaat. Al gauw volgden dan ook andere steden in Amerika. In Chicago werd ook een demonstratielijn opgezet van een nieuw type klemloze kabeltram, waarbij uitsteeksels op de kabel de wagen meetrokken, maar dit was geen groot succes. Andere systemen, die alleen een ander type klem gebruikten hadden meer succes.
In 1883 was de eerste test in Europa, in Liverpool in het Verenigd Koninkrijk, maar daar werd besloten om af te zien van een kabeltrams. In plaats daarvan werd in 1884 de Highgate Hill Cable Tramway in Londen de eerste kabeltram in Europa. Deze lijn diende als demonstratie van het systeem van Hallidie, maar het is uiteindelijk niet gelukt Europa over te halen om in kabeltrams te investeren. Er werden slechts een paar lijnen in de Britse eilanden, Parijs en Lissabon aangelegd. Verder kwam het niet, want al gauw daarna stopte de elektrische tram de ontwikkeling van de kabeltram.

### Beperkt succes
Sommige van de kabeltrams waren geen succes en verdwenen al gauw weer. Maar ook de succesvolle lijnen werden op den duur geëlektrificeerd. Met de opkomst van de autobus werden ten slotte bijna alle lijnen stopgezet en door buslijnen vervangen. Toen in 1940 de Seattle City Railway op bussen overging waren de kabeltrams van San Francisco weer de enige van de VS, met uitzondering van 1949, toen een kabeltram in Chicago werd opgezet ter gelegenheid van de Chicago Railroad Fair. Sinds het sluiten van de laatste kabeltram van Dunedin in 1954 zijn de kabeltram van San Francisco en de Great Orme Tramway in Wales de enige operationele kabeltrams ter wereld.

## Steden en landen met kabeltrams
De volgende steden en landen hadden in het verleden een kabeltram:

### Australië
- Melbourne; 1885 - 1940
- Sydney; 1886 - 1900

### Frankrijk
- Parijs; 1891 - 1924

### Man
- Douglas; 1896 - 1929

### Nieuw-Zeeland
- Dunedin; 1881 - 1957

### Portugal
- Lissabon; 1890 - 1913

### Verenigde Staten van Amerika
- Baltimore, Maryland; 1891 - 1899
- Binghamton, New York; 1885 - 1888
- Brooklyn, New York; 1887 - 1909
- Butte, Montana; 1889 - 1897

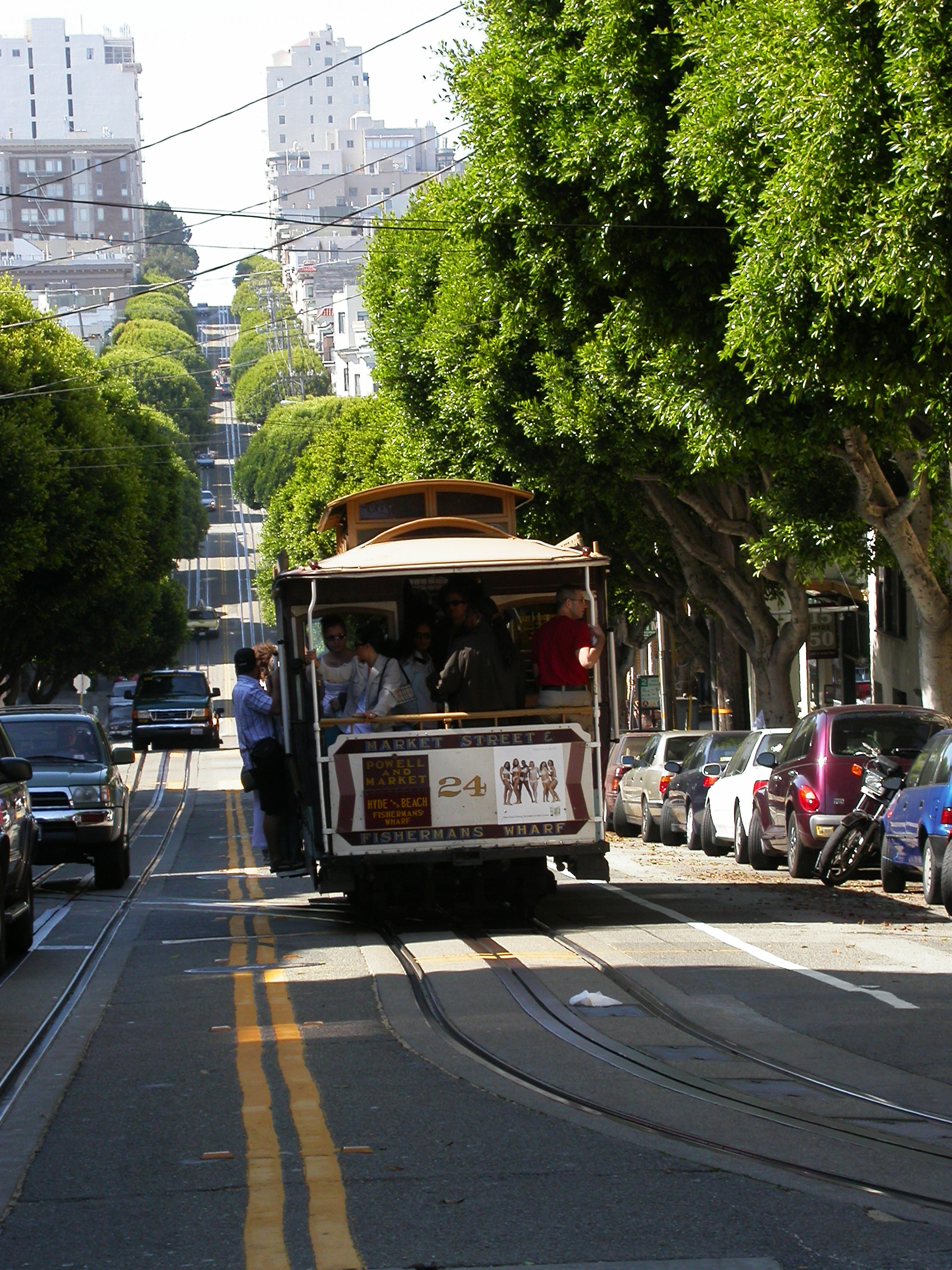
Cable Car in San Francisco

- Chicago, Illinois; 1882 - 1906; 1949
- Cincinnati, Ohio; 1885 - 1902
- Cleveland, Ohio; 1888 - 1893
- Denver, Colorado; 1888 - 1900
- Grand Rapids, Michigan; 1888 - 1891
- Hoboken, New Jersey; 1886 - 1892
- Kansas City, Missouri; 1885 - 1906
- Los Angeles, Californië; 1885 - 1902
- New York, New York; 1868 - 1870; 1883 - 1908
- Newark, New Jersey; 1888 - 1889
- Oakland, Californië; 1886 - 1899
- Omaha, Nebraska; 1887 - 1895
- Philadelphia, Pennsylvania; 1885 - 1895
- Pittsburgh, Pennsylvania; 1885 - 1897
- Portland, Oregon; 1890 - 1904
- Providence, Rhode Island; 1889 - 1895
- Saint Louis, Missouri; 1886 - 1901
- Saint Paul, Minnesota; 1888 - 1898
- San Diego, Californië; 1890 - 1892
- Seattle, Washington; 1888 - 1940
- Sioux City, Iowa; 1889 - 1994
- Spokane, Washington; 1889 - 1894
- Tacoma, Washington; 1891 - 1938
- Washington D.C.; 1890 - 1899

### Verenigd Koninkrijk
- Birmingham, Engeland; 1888 - 1911
- Edinburgh, Schotland; 1888 - 1923
- Glasgow, Schotland; 1896 - 1936
- Liverpool, Engeland; 1883
- Londen, Engeland; 1884 - 1911
- Matlock, Engeland; 1893 - 1927

### Twijfelgeval
Bij Saltaire in West Yorkshire rijdt sinds 1895 de Shipley Glen Tramway. Dit is een smalspoor-kabelbaan, die echter wel funicular tramway wordt genoemd. Waarschijnlijk is het de enige kabelbaan op 508 mm spoor. Volgens de definitie hier valt het echter onder kabelspoorweg en daarom staat het daar ook.